# The Bridge (seizoen 3)
Het derde seizoen van The Bridge liep van 27 september 2015 tot 29 november 2015 en bevatte tien afleveringen.

## Rolverdeling

### Hoofdrollen
- Sofia Helin - Saga Norén (rechercheur in Malmö)
- Rafael Pettersson - John Lundqvist (medewerker politieteam)
- Thure Lindhardt - Henrik Sabroe (rechercheur Kopenhagen)
- Sarah Boberg - Lillian (commissaris in Kopenhagen)
- Maria Kulle - Linn Björkman (commissaris in Malmö)

### Terugkerende rollen
- Dag Malmberg - Hans Petterson (commissaris in Malmö)
- Henrik Lundström - rechercheur Rasmus Larsson
- Gabriel Flores Jair - Jens (patholoog in Malmö)
- Sarah-Sofie Boussnina - Jeanette
- Michael Slebsager - Marc
- Reuben Sallmander - Claes Sandberg (goeroe en voormalig zakenpartner van Freddie Holst)
- Nicolas Bro - Freddie Holst (zakenman en kunstverzamelaar in Kopenhagen)
- Rasmus Hammerich - Colbert (bodyguard Freddie Holst)
- Anna Björk - Åsa Holst
- Louise Peterhoff - Annika Melander
- Katrine Rosenthal - Alice Sabroe (vrouw van Henrik Sabroe)
- Olaf Johannessen - Lars Andersen (zakenman in Kopenhagen)
- Sonja Richter - Lise Friis Andersen (vlogger in Denemarken)
- Ann Petrén - Marie-Louise Norén (moeder van Saga Norén)
- Adam Pålsson - Emil Larsson
- Sandra Stojiljkovic - Samira

## Seizoen 3 (2015)
| Aflevering | Schrijver       | Regie            | Uitzenddatum DK en ZW | Selectie gastrollen |
| --- | --------------- | ---------------- | --------------------- | --- |
| 1. | Hans Rosenfeldt | Henrik Georgsson | 27 september 2015     | Anton Lundqvist - Rikard Kirsten Olesen - rechercheur Hanne Thomsen Boris Glibusic - Aleksander Asbjørn Krogh Nissen - Morten Anker                                                               |
| Op een bouwterrein wordt een lichaam van een vrouw gevonden, zij is tentoongesteld met paspoppen aan een tafel met een smiley op hun gezicht getekend. Rechercheur Saga Norén wordt op het onderzoek gezet en zij hoort dat het slachtoffer de Deense Helle Anker is. Omdat Helle de Deense nationaliteit heeft krijgt zij hulp van de Deense rechercheur Hanne Thomsen, al snel wordt het Saga duidelijke dat de samenwerking tussen hen stroef verloopt. Helle bleek getrouwd te zijn met de Zweedse vrouw Natalie en was als pionier betrokken bij een nieuw opgezette genderneutrale kleuterschool in Kopenhagen. Helle had een zoon, genaamd Morten, uit haar eerder huwelijk en hij wordt al snel als verdachte gezien, Saga en Hanne krijgen een huiszoekingsbevel voor zijn woning. Als zij de woning willen binnentreden, stapt Hanne op een landmijn en raakt zwaar gewond. Het blijkt dat Morten lijdt aan zware psychische problemen door zijn militaire werk in Afghanistan. Nu Hanne haar werk niet meer kan uitvoeren wordt de Deense rechercheur Henrik Sabroe, op zijn eigen verzoek, aangesteld als de nieuwe partner van Saga. Saga krijgt na de ontploffing van de landmijn nog een schok te verwerken, haar vervreemde moeder staat ineens voor haar neus. Zij smeekt Saga om naar huis te komen nu haar vader op sterven ligt. Ondertussen maakt de bekende vlogger Friis Andersen duidelijk dat zij niet rouwt om de dood van Anker, dit omdat zij niet achter de ideeën staat van Helle over de opvoeding van genderneutrale kinderen. Aleksander Dover, een ex-veroordeelde, komt vrij na achtjaar gevangen gezeten te hebben voor een gewapende overval. Voor zijn opsluiting heeft hij zijn aandeel van de buit begraven, als hij dit wil opgraven ontdekt hij dat iemand hem voor is geweest en verdenkt zijn mededader hiervan. |                 |                  |                       | |
| 2. | Hans Rosenfeldt | Henrik Georgsson | 4 oktober 2015        | Anton Lundqvist - Rikard Boris Glibusic - Aleksander Asbjørn Krogh Nissen - Morten Anker Anders Hove - Fabian Josephine Højbjerg - Karen                                                          |
| Rechercheur Saga maakt kennis met haar Deense collega rechercheur Henrik, zij gaan nu samen op onderzoek uit naar de moord op Anker. Vlogger Friis vertelt op televisie dat zij niet rouwt om de dood van Helle en opent daar ook de aanval op een predikant die homohuwelijken voltrekt. Als later de predikant vermoord wordt gevonden, met een smiley op zijn gezicht getekend, vragen de rechercheurs zich af of Friis hier meer van afweet, als zij haar thuis verhoren ontdekken zij dat zij getrouwd is met de eigenaar van een transportbedrijf waar Helle vermoord is. Friis verklaart tegen hen dat zij gebruik maakt van vrije meningsuiting en dat zij niet verantwoordelijk is voor de moorden. Saga en Henrik ontdekken dat Helle en de predikant dreigbrieven gekregen hebben die getypt zijn. Bij de huiszoeking van Morten ontdekken zij een ouderwetse typemachine. Dit zorgt ervoor dat de verdenking op hem sterker wordt en ze proberen uit alle macht hem te vinden. Morten kan echter uit hun handen blijven door op straat te gaan leven. Ondertussen zoekt Aleksander zijn mededader op om te vragen waar zijn aandeel in de buit is gebleven. Die verklaart echter dat hij niet weet wie dit heeft en wil dan met hem afspreken om dit te bespreken. Als Aleksander op de afgesproken plek aankomt, ontdekt hij dat hij opgewacht wordt door gewapende mannen. Het lukt hem ternauwernood om te ontsnappen. Hij zoekt de mededader op om wraak te nemen, maar daar aangekomen ontdekt hij dat zijn vrouw een relatie met hem heeft en loopt teleurgesteld weg. Hij besluit dan om Hans Petterson, de baas van Saga, te ontvoeren voor losgeld. Door een aanwijzing van Henrik ontdekt de politie dat Hans ontvoerd is door Aleksander en agenten vallen zijn huis binnen. Na grondig onderzoek kunnen zij tot hun spijt Hans niet vinden. Wanneer Aleksander bij Petterson in zijn schuilplaats is, wordt hij echter overvallen door een onbekende man die hem neerschiet en Hans bedwelmt met chloroform. Saga krijgt weer bezoek van haar moeder, zij geeft haar dossiers van haar overleden zus. De zus van Saga was in haar jeugd veel ziek en Saga vermoedde dat dit door haar ouders kwam en dat haar moeder leed aan het syndroom van Münchhausen by proxy, Saga nam toen de voogdij over van haar zus. Toen haar zus zelfmoord pleegde hield zij haar ouders hiervoor verantwoordelijk en verbrak al het contact met hen. |                 |                  |                       | |
| 3. | Hans Rosenfeldt | Henrik Georgsson | 11 oktober 2015       | Anton Lundqvist - Rikard Boris Glibusic - Aleksander Asbjørn Krogh Nissen - Morten Anker Marall Nasiri - Natalie Joakim Gräns - Håkan Melinda Kinnaman - Anna Christopher Læssø - Lukas Stenstrup |
| Rechercheurs Saga en Henrik ontdekken waar Hans vastgehouden wordt en stellen een politieteam samen voor een inval. Na de inval ontdekken zij de ruimte waar Hans zou moeten zitten, zij vinden alleen Aleksander die doodgeschoten op de grond ligt. De stoel waar Hans vastgebonden zat is leeg en de rechercheurs vinden een doek met sporen van chloroform. Door de chloroform denken zij dat de ontvoerder dezelfde persoon is als de moordenaar op Helle en de predikant. De rechercheurs horen later dat de auto van Helle is gevonden in een verlaten pretpark. In de auto vinden zij een aanwijzing naar een spookhuis. Wanneer zij dit aan een onderzoek onderwerpen, vinden zij Hans vastgebonden aan een muur. Hans is zwaargewond omdat een hand is afgehakt en hij wordt met spoed naar het ziekenhuis gebracht. Daar kunnen zij hem ternauwernood redden maar moeten hem wel nog in coma houden. Ondertussen hoort Saga van haar moeder dat haar vader deze morgen is overleden. Dit nieuws en dat over haar baas Hans wordt haar even te veel. Na een woede-uitbarsting bezweert zij toch aan haar tijdelijke baas Linn dat zij haar werk kan blijven uitvoeren. De moord op Helle en de predikant en de moordaanslag op Hans wijzen de rechercheurs toch weer naar vlogger Friis en zoeken haar op voor een gesprek. Tijdens dit gesprek horen zij dat Friis een brief heeft gekregen van een zogenaamde fan. De brief is ook getypt, net zoals de dreigbrieven die aan de slachtoffers waren gestuurd. Zij vragen Friis om een vlog uit te zenden met daarin een vermelding van een mogelijk doelwit voor de moordenaar. Tijdens het posten ontdekt Saga echter dat een volger van de vlog dezelfde woorden gebruikt als in de dreigbrieven. Zij achterhaalt de identiteit van de volger, het betreft Rikard Johnsson, en stuurt Henrik naar zijn adres. Daar aangekomen ontdekt hij dat Rikard achter de vrouw van Helle, Natalie, aangaat. Dit omdat Natalie het werk van haar vermoorde vrouw wil voortzetten. Henrik stuurt Saga naar het huis van Natalie en daar aangekomen ziet zij dat Rikard Natalie wil wurgen. Zij kan haar net op tijd redden, maar het lukt haar niet om Rikard te pakken te krijgen. Ondertussen wordt Morten doodgeschoten door een onbekende man. Hij kan nog net vertellen dat de dader zijn broer was. Saga en Henrik ontdekken echter dat Morten geen broer had en vragen zich af wie dan deze broer is. Door een foto ontdekken zij dat Morten waarschijnlijk een wapenbroer bedoelde, zijn medesoldaten met wie hij in Afghanistan vocht. Hierdoor komen zij uit bij Lukas, een medesoldaat van Morten. Op het eerste oog lijkt hij onschuldig omdat hij een vooraanstaande burger is. Later wordt duidelijk dat Lukas achter de schermen actief is in het illegale pokercircuit. Een zekere Marc heeft een grote schuld bij hem uitstaan en Lukas dwingt hem hardhandig om deze schuld terug te betalen. Marc biecht dit op tegen zijn zwangere vriendin en zij wil hem helpen door een betalingsregeling aan te bieden bij Lukas. |                 |                  |                       | |
| 4. | Hans Rosenfeldt | Henrik Georgsson | 18 oktober 2015       | Joakim Gräns - Håkan Melinda Kinnaman - Anna Anton Lundqvist - Rikard Christopher Læssø - Lukas Stenstrup Henrik Söderlind - Benjamin                                                             |
| Rechercheurs Saga en Henrik zijn druk op zoek naar Rikard, zij treffen hem uiteindelijk in de woning van vlogger Friis waar hij haar dochter gijzelt. Terwijl Henrik en Friis buitengesloten zijn, probeert Henrik hem over te halen om zich over te geven. Het lukt Saga om via een andere weg binnen te komen en Rikard te overmeesteren. Saga en Henrik zijn ervan overtuigd dat zij nu de moordenaar te pakken hebben en nemen Rikard mee om hem te verhoren. Terwijl Rikard vast zit vindt de politie een nieuw slachtoffer met dezelfde kenmerken als de eerdere slachtoffers, ene Lars Ove Abrahamsson. Rikard kan deze moord niet gepleegd hebben. Zij vermoeden dat hij alleen de moord op de predikant heeft gepleegd om zo indruk te maken op Friis. Saga en Henrik zijn teleurgesteld dat zij de moordenaar niet te pakken hebben en moeten nu weer op jacht naar de echte moordenaar. Dan krijgen zij te horen dat er een witte bestelbus is gezien ten tijde van de moord op Helle, die op naam blijkt te staan van de stichting waar Lukas werkzaam is. Wanneer zij Lukas hierover aanspreken vertelt hij hen dat Mehmet, een werknemer van de stichting, de bestelbus had meegenomen om een vriendin te bezoeken. De vriendin bevestigt dit en nu kunnen de rechercheurs niets anders doen dan Lukas te laten lopen. Tijdens het onderzoek vraagt Henrik aan Saga of zij naar een cold case kan kijken en geeft haar een dossier. Saga kijkt thuis het dossier in en ziet dat het gaat om een vermissingszaak van een vrouw en twee kinderen die zes jaar geleden ineens zijn verdwenen. Ondertussen biedt Lukas een regeling aan Marc en zijn zwangere vriendin Jeanette. Hij wil dat Jeanette een rugzak met onbekende inhoud ophaalt in Malmö terwijl hij Marc als borg bij zich houdt. Als Jeanette de rugzak heeft opgehaald wordt zij klemgereden door twee onbekende mannen die de rugzak meenemen. Totaal overstuur komt Jeanette terug bij Lukas en Marc en vertelt wat er gebeurd is. Tot hun grote verrassing vertelt Lukas hen dat zij kunnen vertrekken en dat zij quitte staan. Later komen de mannen die de rugzak hebben afgepakt, in opdracht van Freddie Holst, bij Lukas langs en geven hem de rugzak. Jeanette gaat ervan uit dat Marc nu stopt met pokeren om geld en zij is zwaar teleurgesteld als blijkt dat Marc dit toch niet kan laten. Goeroe Claes Sandberg zoekt zijn zwaar zieke vader op en beseft dan dat hij zo geen leven heeft en pleegt euthanasie op hem. Later ontmoet hij Annika. Zij is fan van hem en achtervolgt hem op al zijn lezingen. Annika biedt hem aan om hem te ondersteunen na het verlies van zijn vader en blijft die nacht bij hem. Anna is in Kopenhagen om een speciaal ontworpen huis te openen, waar zij ook een ontmoeting heeft met haar geheime liefde Benjamin. Dit wil zij geheim houden omdat zij getrouwd is en Benjamin de zeventienjarige zoon is van een goede vriendin. Zij hebben een romantisch dinertje en later gaan zij samen naar bed. Helaas voor Anna worden hier echter foto’s van gemaakt die de volgende dag in de krant verschijnen. |                 |                  |                       | |
| 5. | Hans Rosenfeldt | Rumle Hammerich  | 25 oktober 2015       | Joakim Gräns - Håkan Anders Hove - Fabian Melinda Kinnaman - Anna Christopher Læssø - Lukas Stenstrup Henrik Söderlind - Benjamin Catherine Hansson - Eva                                         |
| Rechercheurs Saga en Henrik zijn nog steeds volop bezig met hun onderzoek naar de moordenaar. Dan krijgen zij ineens het bericht dat Lukas is neergeschoten door een sluipschutter en ze zoeken hem op in het ziekenhuis, maar hij laat echter weinig los over wat er gebeurd is. Wanneer hij alleen is met Henrik vertelt Lukas hem dat hij hem ergens van herkent, hij herkent hem van het afnemen van drugs. Henrik neemt illegale pillen om te kunnen slapen en om wakker te blijven. Saga en Henrik ontdekken dat bij Hans een brandmerk in zijn mond is gevonden en nu willen zij weten of de andere slachtoffers dit ook hebben. Zij horen van de forensisch onderzoeker dat dit het geval is, uitgezonderd bij de predikant. Nu hebben zij de bevestiging dat de moord op de predikant buiten de andere moorden staat. Tevens ontdekken zij dat het laatste slachtoffer Lars Ove een verleden had als kindermisbruiker en vragen zich af of dit relevant is met de zaak. Saga ontdekt dat de brandmerken een geheime boodschap weergeeft, het betreft babylonische cijfers. Saga en Henrik zoeken Mehmet op over zijn rol als chauffeur van de bestelbus. Na lang aandringen geeft hij toe dat hij zijn verhaal vertelde in opdracht van Lukas. Saga en Henrik bellen meteen naar het ziekenhuis om te vragen of zij Lukas vast willen houden, maar krijgen te horen dat Lukas al weg is. Lukas zoekt dan Henrik bij zijn huis op en vertelt hem dat hij niets met de moorden te maken heeft maar dat hij betrokken is bij grootscheepse drugshandel. Hij dreigt Henrik met het openbaren van zijn drugsverleden om zo hem te helpen met ontsnappen. Wanneer Henrik besluit hem te helpen wordt Lukas door onbekende mensen neergeschoten en sterft in de armen van Henrik. Tijdens het onderzoek vraagt Saga aan Henrik informatie over de cold case. Het viel haar op dat de naam van de vermiste vrouw ook Sabroe is en wil weten of zij familie van hem is. Henrik vertelt haar dat het zijn vrouw en kinderen zijn die al voor zes jaar vermist worden. Saga ziet dat haar moeder een gesprek heeft met Linn en vraagt zich af waar zij het over hebben. Ze is bang dat het over haar gaat. Linn vraagt na het gesprek aan een oude bekende of hij onderzoek kan doen naar het verleden van Saga en haar familie. Ondertussen geeft Anna een persconferentie over haar affaire met Benjamin, waarbij zij verklaart dat zij het familiebedrijf en haar man in diskrediet heeft gebracht en blij is dat zij door hen vergeven wordt. Benjamin ziet dit op televisie en probeert wanhopig contact met Anna te zoeken, maar tot zijn teleurstelling lukt dit niet. De volgende dag krijgt Anna spijt over haar beslissing om Benjamin te verlaten en zoekt telefonisch contact met hem. Zij krijgt zijn voicemail en spreekt dit in met de mededeling dat zij hem terug wil, niet wetende dat Benjamin net zijn polsen heeft doorgesneden. Marc komt weer thuis bij zijn zwangere vriendin Jeanette met een pak geld dat hij net gewonnen heeft met poker. Nu kunnen zij hun droomhuis kopen en gaan daar meteen naartoe. Nadat zij daar weer wegrijden worden zij onderweg van de weg afgereden en Jeanette wordt onder dwang door twee mannen meegenomen. Later blijkt dat Freddie hier achter zit en hij wil dat Jeanette bij hem blijft om zo in alle rust te bevallen van, volgens zijn zeggen, zijn kind. Freddie opent samen met zijn zwangere vrouw Åsa een tentoonstelling in het museum dat zij financieren. Later wordt duidelijk dat Åsa een kostuum draagt dat haar zwanger doet lijken. In het museum zien zij dat Claes ook aanwezig is en Freddie vraagt zich af waarom de ex-vriend van zijn vrouw daar is. Claes wordt daar onaangenaam verrast met een bezoek van Annika, die zegt dat zij niet alleen zijn bedpartner wil zijn maar ook daarbuiten zijn vriendin wil zijn. |                 |                  |                       | |
| 6. | Hans Rosenfeldt | Rumle Hammerich  | 1 november 2015       | Ida Engvoll - Tina Joakim Gräns - Håkan Catherine Hansson - Eva Melinda Kinnaman - Anna Stefan Marling - Ruben                                                                                    |
| Anna is zwaar verdrietig als zij hoort dat Benjamin zich van zijn leven heeft beroofd. Haar moeder vertelt dat haar man Håkan via een briefje laat weten dat hij een paar dagen in hun vakantiehuisje verblijft. Saga en Henrik zijn nog steeds druk bezig met hun onderzoek, zij richten hun onderzoek nu op Claes en halen hem op voor verhoor. Hij verklaart echter van niets te weten en kan waterdichte alibi’s overleggen voor de moorden. Tijdens een persconferentie die Linn geeft, komt een tip binnen op het politiebureau. Een medewerker van het museum, dat gesponsord wordt door Freddie, vertelt aan Saga en Henrik dat de afbeeldingen op de moordplekken overeenkomsten hebben met kunstwerken die in bezit zijn van Freddie. Saga en Henrik bezoeken hierop Freddie, die hen vertelt dat hij als kostwinning bedrijven opkoopt die bijna failliet zijn en die hij weer winstgevend maakt door flink te reorganiseren. De rechercheurs denken dat dit kwaad bloed kan zetten en duiken in de bedrijven die Freddie onder handen heeft genomen. Zij ontdekken dat het bedrijf van Lars Andersen door Freddie is opgekocht en zoeken Lars op in zijn bedrijf voor verhoor. Lars vertelt hen dat hij dankbaar is voor wat Freddie heeft gedaan. Henrik ziet daar een catalogus met speelgoedartikelen - dezelfde artikelen die zij gevonden hebben op de moordplekken. Als hij contact opneemt met het speelgoedbedrijf ontdekt hij dat iemand speelgoedartikelen heeft besteld die gevonden zijn op de moordplekken. Henrik vraagt waar deze spullen naartoe zijn gestuurd en tot zijn verbazing hoort hij dat het adres hetzelfde is als het bedrijf van Lars. Lars wordt dan meteen opgehaald en vertelt aan Saga en Henrik dat een ex-werknemer van hem, Kjell Söder, dat waarschijnlijk heeft gedaan. Kjell heeft een week geleden ontslag genomen om op reis te gaan. Dan worden Saga en Henrik naar een nieuw slachtoffer geroepen. In een gymzaal vinden zij een man die is doodgeslagen in een ritueel spelletje. Zij horen dat het slachtoffer Håkan is, de man van Anna die naar het vakantiehuisje zou gaan. Zij bezoeken het vakantiehuisje en ontmoeten daar een man die hen vertelt dat hij de avond ervoor een gele auto bij het huisje zag staan. Saga en Henrik beseffen dan dat Kjell in het bezit is van een gele auto. Håkan blijkt ook een brandmerk in zijn mond te hebben, dat een babylonisch cijfer weergeeft. Saga bekijkt deze cijfers en beseft dan dat de cijfers van de slachtoffers dezelfde cijfers zijn als die op een briefje staat dat zij gevonden heeft in de woning van Morten. Ondertussen ontdekt Annika dat Claes zijn vader heeft vermoord en confronteert hem hiermee. Zij dreigt hem aan te geven als hij niet haar geliefde blijft. Saga krijgt twee zware teleurstellingen te verwerken: eerst hoort zij dat Hans aan de beademing moet nadat hij zelf niet meer ademde, en vervolgens krijgt ze te horen dat haar moeder zelfmoord heeft gepleegd. Zij kan dit moeilijk verwerken en zoekt steun bij haar collega Henrik in zijn huis. Saga merkt daar op dat de spullen van zijn vrouw en kinderen nog aanwezig zijn in de woning. Henrik biecht tegen haar op dat hij hier geen afstand van kan doen, en dat hij in zijn gedachten nog contact heeft met zijn vrouw en kinderen. Tina, de fotografe die de foto’s maakte van Anna en Benjamin, krijgt na de zelfmoord van Benjamin van haar baas te horen dat zij ontslagen is. Tina is de vriendin van politiemedewerker John en vraagt hem het telefoonnummer te achterhalen waardoor zij getipt is over Anna en Benjamin. Tina is geschokt als zij hoort dat dit het telefoonnummer is van Benjamin zij beseft dan dat hij haar tipte om zo een breuk te forceren tussen Anna en haar man. Tina zit nu zonder werk en wil alles doen om weer een baan te krijgen. Zij krijgt dan een sms van een onbekende afzender met de vraag of zij een baan wil waarbij zij veel kan verdienen. Jeanette verblijft nog steeds gedwongen bij Freddie, zij merkt dat Åsa haar niet echt welkom heet. Marc probeert haar op te zoeken en wordt hierbij betrapt door Freddie. Die geeft hem veel geld om weg te blijven. Marc geeft dit geld meteen uit aan zijn hobby pokeren. |                 |                  |                       | |
| 7. | Hans Rosenfeldt | Rumle Hammerich  | 8 november 2015       | Ida Engvoll - Tina Josephine Raahauge - Jasmin Björn Granath - Kjell Signe Dahlkvist - Julia |
| Door een anonieme tip ontdekken Saga en Henrik twee nieuwe slachtoffers, Filip en Inger Johansson. Zij zijn ook zo neergezet dat zij een connectie kunnen leggen met een kunstwerk van Freddie Holst. Ook in de monden van de slachtoffers worden brandmerken gevonden, deze blijken een boodschap te bevatten die herleid kan worden met het Glagolitisch alfabet. Tot nu toe hebben alle slachtoffers een brandmerk met een code die vermeld staat op het lijstje dat gevonden is in de woning van Morten. Ondertussen moet Tina foto’s nemen van alle mensen die het huis van Freddie binnengaan en verlaten en dit vertelt zij aan John. John neemt Tina meteen mee naar Saga en Henrik die van haar willen weten wie haar opdrachtgever is. Deze vraag kan zij helaas niet beantwoorden omdat zij alleen contact met haar opdrachtgever heeft via een e-mailadres. Als Tina het e-mailadres geeft, zien zij meteen een opvallende overeenkomst. Het e-mailadres bevat de code van het lijstje dat zij bij Morten gevonden hebben en ze vermoeden dat zij nu dicht bij de moordenaar zijn. Tina moet de foto’s naar dit e-mailadres versturen en John versleutelt een computervirus in de foto om zo de locatie te krijgen waar de ontvanger zich bevindt. Zij weten alleen niet dat de tablet van de moordenaar net op dat moment gestolen wordt door Marc, dit om zijn gokschulden en het verliezen van de woning te compenseren. Marc verkoopt de tablet aan zijn heler, en op dat moment krijgt de politie te zien waar de tablet zich bevindt. De eigenaar van de tablet spoort op hetzelfde moment ook zijn tablet op, en is net iets eerder als de politie bij zijn tablet. Nadat hij de heler heeft doodgeschoten neemt hij zijn tablet mee, maar de politie kan hem nu dankzij het virus achtervolgen. Als zij zijn auto vinden ontdekken zij dat de moordenaar gevlogen is. Later vinden zij de tablet in een vijver en zijn zij de moordenaar kwijt. Saga en Henrik krijgen een lijst van ex-werknemers onder ogen van het bedrijf van Andersen, waarbij de naam Emil Larsson hun opvalt. Hij is de museummedewerker die hen vertelde over de overeenkomsten van de kunstwerken van Freddie en de moorden. Zij gaan naar het bedrijf van Andersen en zien daar op foto’s dat deze Emil dezelfde is als de museummedewerker. Saga krijgt dan te horen van Linn dat deze Emil vroeger een pleegkind was bij het echtpaar Johansson. Ondertussen zoekt Marc Freddie op voor meer geld nu hij al zijn geld en zijn nieuwe huis heeft vergokt. Freddie vertelt hem dat hij en Jeanette pas geld krijgen als zij bevallen is van zijn baby. Freddie vertelt wel tegen Jeanette dat Marc hun huis heeft vergokt en vertelt haar dat zij hem moet verlaten omdat hij haar niet gelukkig kan maken. Freddie besluit haar te helpen door het huis terug te kopen voor haar. Saga hoort dat haar moeder geen zelfmoord heeft gepleegd maar vermoord is en moet zich dan verantwoorden bij interne zaken. Als haar gevraagd wordt waar zij ten tijde van de moord was, vertelt zij dat zij op een plek stond voor een afspraak, maar zij kan helaas geen getuige voordragen die haar hier gezien heeft. Lillian hoort tot haar grote verdriet dat Hans hersendood is. Zij moet nu gaan nadenken over orgaandonatie en euthanasie. Nadat Saga een paar nachten heeft doorgebracht bij Henrik, merkt hij op dat hij zijn vermiste vrouw niet meer waarneemt in zijn huis. Hij vermoedt dat hij in zijn gedachten van haar afscheid heeft genomen, nu hij het goed kan vinden met Saga. Hierdoor probeert hij ook te stoppen met het nemen van zijn illegale medicijnen, maar na een dag merkt hij dat dit te hoog is gegrepen en hij neemt deze medicijnen toch weer in. Claes is niet blij dat Annika hem blijft stalken en denkt over mogelijkheden om dit te laten stoppen. |                 |                  |                       | |
| 8. | Hans Rosenfeldt | Rumle Hammerich  | 15 november 2015      | Signe Dahlkvist - Julia Ida Engvoll - Tina Björn Granath - Kjell Harald Leander - Torbjörn |
| De politie opent een klopjacht op Emil, maar bij zijn huis en zijn werk is hij echter onvindbaar. Dan krijgen zij ineens te horen dat Emil gevonden is, zwaargewond opgenomen in het ziekenhuis. Emil vertelt Saga en Henrik dat hij tegen zijn wil is vastgehouden op een onbekende locatie waar hij is mishandeld. Dankzij speurwerk van John kunnen zij de locatie achterhalen: de woning van Annika. Saga en Henrik beseffen dat Emil niet de dader is maar Annika. Annika zat ook in het pleeggezin van het echtpaar Johansson, in dezelfde periode als Emil. Nu lukt het hun ook om connecties te leggen tussen de slachtoffers. Hans heeft in de pleegzorgtijd Emil terug naar Johansson gebracht nadat hij weggelopen was. Lars-Ove heeft hun les gegeven tijdens hun middelbare school en Håkan was hun sociale werker. Met Helle kunnen zij alleen nog geen connectie vinden. Saga en Henrik ontdekken dat Annika Claes stalkt en halen hem naar het politiebureau voor ondervraging. Claes vertelt hun dat Annika hem stalkt, dat zij een seksuele relatie hebben en dat hij verder niets met haar te maken wil hebben. Nu zij een klopjacht hebben geopend op Annika ontdekken zij dat zij in het verleden was getrouwd met Torbjörn Alm en zoeken hem op. Bij zijn huis aangekomen wil Torbjörn vluchten maar kan toch opgepakt worden door Saga. Op het politiebureau neemt Saga zijn handboeien af en merkt dan dat hij een pistool heeft. Hij wil schietend het politiebureau ontvluchten maar kan niet tegen de overmacht van agenten op en geeft zich over. In het schietgevecht raakt de dochter van John gewond, maar niet levensgevaarlijk. Het blijkt dat Torbjörn echter niets met hun zaak te maken heeft. Hij heeft wel een illegaal wapenarsenaal in zijn woning en wilde daarom vluchten. Ondertussen moet Saga met het overlijden van Hans omgaan. Door het niet fouilleren van Torbjörn kon hij op het politiebureau zijn wapen trekken. Linn denkt dat Saga door de gebeurtenissen in haar privéleven deze fout heeft gemaakt en besluit haar voor een paar dagen te schorsen, dit tot grote teleurstelling van Saga. Ondertussen zoekt Åsa Claes op om met hem te praten en treft hem aan met een schop in zijn handen. Zij vertelt hem in een emotionele bui van haar schijnzwangerschap en van het gebruik maken van een draagmoeder. Zij krijgt hier al snel spijt van als blijkt dat Claes dit aan verschillende kranten meedeelt, dit uit wraak naar Freddie voor zijn handelen in het verleden. Freddie probeert uit alle macht te voorkomen dat de waarheid in het openbaar komt, en eist dat zijn advocaten een oplossing vinden. In alle consternatie wil Freddie een kus geven aan Jeanette die hier niet van gediend is. Jeanette besluit dan om Marc te bellen om haar op te halen, wat hij meteen doet. Samen gaan zij naar hun boerderij waar zij zullen nadenken om wat nu te doen. Freddie ontdekt dat Jeanette weg is en gaat haar achterna. Bij de boerderij aangekomen vindt hij Marc dood en Jeanette verdwenen. Jeanette ligt vastgebonden op een stoel en wordt daar tegen haar wil vastgehouden. |                 |                  |                       | |
| 9. | Hans Rosenfeldt | Henrik Georgsson | 22 november 2015      | Björn Granath - Kjell Marall Nasiri - Natalie Asbjørn Krogh Nissen - Morton Anker Anders Blentare - Gustav Michael Borstrup - Jørgen                                                              |
| Jeanette ligt vastgebonden en bevalt dan van de baby, een jongetje. De baby wordt meegenomen door de ontvoerder en laat Jeanette zwaar gewond achter. Freddie heeft eerder een zender verstopt in de mobiele telefoon van haar en zo lukt het hem om de verblijfplaats van Jeanette te vinden. Daar aangekomen vindt hij Jeanette en ziet dat zij nog leeft en dat zij bevallen is. Hij laat een ambulance komen en is onthutst als hij merkt dat zijn zoon is verdwenen. Nu er een baby wordt vermist krijgt Saga toestemming om weer deel te nemen aan de zoektocht. Saga en Henrik zijn boos dat Freddie hen niet gewaarschuwd heeft en eisen van hem dat hij de zoektocht aan hen overlaat. Freddie ontvangt een sms met een foto van de baby en een boodschap om ergens alleen heen te gaan. Dit doet Freddie, Åsa vertrouwt het echter niet en waarschuwt de politie over de plannen van Freddie. Freddie komt op de afgesproken plek en is verbaasd als hij de politie aan ziet komen. Op het moment dat zij aankomen vliegt een wieg in brand en Freddie rent erop af, denkend dat zijn zoon erin ligt. Freddie en de rechercheurs ontdekken dan dat de wieg leeg is. Henrik vindt later een afstandsbediening die de brand heeft veroorzaakt. De rechercheurs denken nog steeds dat Annika de dader is en zetten hun zoektocht voort. Ze vermoeden dat Claes ook medeplichtig is aan de moorden. Claes wordt echter vermist, maar als hij eindelijk opgespoord is, blijkt hij toch onschuldig te zijn. Saga en Henrik onderzoeken de vindplek van Jeanette en vinden in een pand ernaast een persoon die vastgebonden op de grond ligt. Zij ontdekken dat het Annika is en dat de ruimte een kopie is van een ruimte in de kelder van de familie Johansson. Zij vermoeden dat er een connectie is met deze pleegouders, en onderwerpen de pleegkinderen die bij deze familie hebben verbleven aan een nader onderzoek. Dan ontdekken Saga en Henrik dat de vader van Annika niet de biologische vader is en willen dan uitzoeken wie wel haar vader is. Henrik bezoekt een bevruchtingskliniek om daar onderzoek te doen naar de biologische vader. Daar ontdekt Henrik dat zij met een code werken en probeert dan de code die gebrandmerkt waren in de slachtoffers. De code blijkt een dossier te openen waarin een bevruchting staat tussen een vader en een moeder. De moeder is Anna-Marie Larsson en de vader is Freddie Holst. Ondertussen krijgt Freddie weer een sms met een foto van zijn zoon en een boodschap. Hij wordt opgedragen om alleen naar een locatie te komen, het lukt hem de politie af te schudden en komt dan aan op de afgesproken plek. Dan ziet hij tot zijn ontzetting Emil met een baby op zijn buik en dat hij de baby onder schot houdt met een pistool. Terwijl Emil naar Freddie loopt, verwelkomt hij hem met de woorden: hallo papa. |                 |                  |                       | |
| 10. | Hans Rosenfeldt | Henrik Georgsson | 29 november 2015      | Gunnel Fred - Karin Henrik Larsen - Claus Maria Arnadottir - priester |
| Emil houdt Freddie en de baby onder schot en bedwelmt Freddie met chloroform. Freddie ontwaakt en merkt dat hij vastgebonden zit en ziet een galg staan met twee stroppen. Freddie is bang dat hij niet meer lang te leven heeft en vraagt Emil vergiffenis. Emil legt hem uit waarom hij dit allemaal gedaan heeft. Hij geeft al zijn slachtoffers de schuld van zijn ellendige leven. Freddie ziet hij als de grootste dader omdat hij gezorgd heeft dat hij geboren werd. Emil snijdt Freddie los om hem naar de galg te leiden, maar Freddie ziet dan echter kans om Emil neer te slaan en samen met de baby te vluchten. Freddie komt echter niet ver en wordt achterhaald door Emil die hem mee terug neemt naar de schuur met de galg. Hij dwingt Freddie een strop om zijn hals te leggen, en doet dit ook bij zichzelf. Dan laat hij het opstapje vallen en ze vallen allebei naar beneden met de strop vast om hun hals. Ondertussen lukt het Saga en Henrik de locatie te achterhalen waar Emil Freddie en de baby vasthoudt, namelijk op het eiland Saltholm vlak bij de Sontbrug. Op het moment dat zij de schuur binnenvallen, zien zij Freddie en Emil in hun strop hangen en rennen naar hen toe om hen te redden. Henrik houdt Freddie vast en roept naar Saga om dit bij Emil te doen. Saga twijfelt echter omdat Emil Hans heeft gedood, maar dan overwint haar verstand en ze houdt toch Emil vast. Zo kunnen Freddie en Emil gered worden, en kunnen zij Emil arresteren voor de moorden. Emil wil geen advocaat en bekent alle moorden en legt weer uit waarom hij dit gedaan heeft. Saga laat hem later in zijn cel zijn verklaring ondertekenen, maar merkt niet dat Emil een paperclip achterhoudt. Henrik is nu klaar met zijn werk en neemt afscheid van Saga. Zij vraagt hem de volgende dag bij te staan bij de begrafenis van Hans. Henrik gaat akkoord en gaat dan naar zijn huis waar Lillian hem opwacht. Lillian vertelt hem dan dat de politie een lichaam heeft gevonden. Het blijken na DNA-onderzoek de resten te zijn van Alice, de vermiste vrouw van Henrik. Dit komt als een mokerslag aan bij hem en vraagt dan of zijn kinderen daar ook gevonden zijn. Lillian vertelt hem dat dit niet het geval is. Helemaal doorgedraaid wil hij nu erachter komen waar zijn dochters zijn en neemt ondertussen een overdosis van zijn illegale medicijnen. Saga is teleurgesteld als zij Henrik niet ziet op de begrafenis van Hans. Later hoort zij van het nieuws over Alice en haast zich naar de woning van Henrik en daar vindt zij Henrik bewusteloos op de vloer. Henrik komt bij in het ziekenhuis en bekent aan Saga zijn verslaving. Saga is teleurgesteld en laat hem achter in het ziekenhuis. Saga komt terug op het politiebureau en hoort dan van Linn dat het openbaar ministerie verder onderzoek gaat verrichten naar de dood van haar moeder, en dat zij tijdens het onderzoek geschorst is. Ontsteld door dit nieuws gaat zij naar haar huis toe en weet niet wat zij nu moet doen. Henrik voelt zich weer opgeknapt en ontslaat zichzelf uit het ziekenhuis en gaat op zoek naar Saga. Hij vindt haar bij de spoorlijn waar haar zus in het verleden zelfmoord pleegde. Henrik is bang dat Saga haar voorbeeld wil volgen en smeekt haar dit niet te doen. Hij is opgelucht als hij ziet dat Saga dit niet doet en neemt haar mee naar haar huis. Hij vraagt haar te helpen met zijn zoektocht naar zijn kinderen, tevens vertelt hij haar dat hij ontslag heeft genomen om zo het onderzoek te kunnen uitvoeren. Saga gaat akkoord en samen starten zij het onderzoek naar zijn kinderen. Ondertussen wil Freddie de baby laten zien aan Jeanette, maar zij weigert echter de baby aan te kijken. Freddie geeft haar een cheque met de mededeling dat dit meer is dan afgesproken, dit om wat er allemaal gebeurd is. |                 |                  |                       | |